# Flughafen San Miguel de Tucumán

i7
i11
i13
Der Flughafen Teniente General Benjamín Matienzo (IATA-Code: TUC, ICAO-Code: SANT) ist der Flughafen von San Miguel de Tucumán im Nordwesten von Argentinien. Er wird hauptsächlich für Inlandsflüge genutzt. Es gibt jedoch internationale Cargoflüge. Im Jahre 1986 wurde der zu nahe an der Innenstadt gelegene Flughafen Tucumáns (26° 50′ 16″ S, 65° 11′ 42″ W) an den aktuellen Standort verlegt.

## Fluggesellschaften und Flugziele
| Fluggesellschaft      | Ziele                                                    |
| --------------------- | -------------------------------------------------------- |
| Aerolineas Argentinas | Buenos Aires-Jorge Newbery, Buenos Aires-Ezeiza, Córdoba |
| Austral Líneas Aéreas | Buenos Aires-Jorge Newbery, Mar del Plata (saisonal)     |
| LATAM                 | Buenos Aires-Jorge Newbery, Bariloche (saisonal), Lima   |
| Flybondi              | Buenos Aires-El Palomar, Bariloche                       |
| JetSmart              | Buenos Aires-El Palomar, Córdoba, Mendoza                |

## Verkehrszahlen
| Jahr | Fluggastaufkommen | Luftfracht (Tonnen) | Flugbewegungen |
| ---- | ----------------- | ------------------- | -------------- |
| 2017 | 556.834           | 3.854               | 4.225          |
| 2016 | 670.075           | 5.857               | 7.479          |
| 2015 | 600.776           | 5.166               | 6.838          |
| 2014 | 523.191           | 5.950               | 5.538          |
| 2013 | 500.906           | 3.427               | 6.099          |
| 2012 | 444.893           | 5.164               | 5.655          |
| 2011 | 404.040           | 4.937               | 6.007          |
| 2010 | 411.102           | 3.106               | 6.143          |
| 2009 | 393.000           | 2.473               | 8.631          |
| 2008 | 286.998           | 2.652               | 7.919          |
| 2007 | 257.955           | 1.621               | 7.392          |
| 2006 | 274.579           | 1.578               | 7.726          |
| 2005 | 271.304           | 1.448               | 7.564          |
| 2004 | 320.354           | 1.358               | 8.227          |
| 2003 | 278.921           | 1.248               | 7.637          |
| 2002 | 317.761           | 1.615               | 9.329          |
| 2001 | 387.113           | 1.747               | 11.638         |